# داوسن (نبراسکا)
دسن(به انگلیسی: Dawson) شهری در ایالت نبراسکا کشور ایالات متحده آمریکا است که جمعیت آن در سرشماری سال ۲۰۱۰ میلادی، ۱۴۶ نفر بوده‌است.